# Vanja Babić
Vanja Babić (18 luglio 1981) è un ex taekwondoka serbo.

## Palmarès
- Mondiali

Copenaghen 2009: bronzo nei -86 kg.
- Europei

Manchester 2012: bronzo nei +86 kg.